# Tormentilhvepsebi
 Tormentilhvepsebi  (synonym: høsthvepsebi; videnskabeligt navn Nomada roberjeotiana Panzer, 1799) er en hvepsebi i familien Langtungebier. Arten er meget sjælden i Danmark og lever som kleptoparasit på den ligeledes meget sjældne tormentiljordbi.

## Levevis
Tormentilhvepsebi er kleptoparasit på bien tormentiljordbi (Andrena tarsata Nylander, 1848), der samler pollen fra planten tormentil (Potentilla erecta), men jordbierne Andrena fuscipes og A. denticulata er også angivet som mulige værter. Kleptoparasitiske bier har det tilfælles, at de mangler et apparat til at selv at indsamle pollen. I stedet lægger de deres æg i andre biers reder. Når parasitens æg klækkes ernærer dens larve sig først af værtens egne æg, og derefter begynder den at tage sig af pollen- og nektarforrådet, indsamlet af værtsbien.

## Udbredelse i Danmark
Tormentilhvepsebien er meget sjælden i Danmark. Den var sidst set 8. juli 1971 ved Enebærodde på Fyn, og 17. juli samme år i Ho Klitplantage, Lysbjerge, indtil den 10. juli 2022 blev genfundet i Rabis Ådal nær Viborg i Midtjylland, hvor tormentiljordbien også blev spottet samme dag. Dagen efter blev den fundet på Justbakke på Læsø, et andet nutidigt levested for tormentiljordbien.